# Superpohár UEFA 1984
Desátý ročník Superpoháru UEFA se odehrál 16. ledna 1985 na olympijském stadionu v Turíně. O trofej se utkali vítěz Poháru mistrů evropských zemí v ročníku 1983/84 – Liverpool FC s vítězem Poháru vítězů pohárů ve stejném ročníku – Juventus FC.

## Zápas
| 16. ledna 1985  |       |              |                                                  |
| Juventus FC     | 2 : 0 | Liverpool FC | Olympijský stadion, Turín rozhodčí: Dieter Pauly |
| Boniek 39', 79' |       |              | Olympijský stadion, Turín rozhodčí: Dieter Pauly |

## Vítěz
| Superpohár UEFA 1984 Juventus FC (1. vítězství) |